# Jan Starý (lékař)
Jan Starý (* 18. května 1952 České Budějovice) je český lékař, vědec a vysokoškolský pedagog, který přispěl k rozvoji dětské hematologie a onkologie v České republice. V roce 1976 začal pracovat ve Fakultní nemocnicí v Motole. V letech 2004–2021 byl přednostou Kliniky dětské hematologie a onkologie 2. lékařské fakulty Univerzity Karlovy a FN Motol.

## Život a vzdělání
Jan Starý se narodil v roce 1952 v Českých Budějovicích. Po absolvování gymnázia odešel do Prahy studovat Fakultu dětského lékařství Univerzity Karlovy. Přestože se chtěl původně věnovat neurologii dospělých, tehdejší přednosta II. dětské kliniky Fakultní nemocnice Motol profesor Josef Houštěk ho přesvědčil, aby po ukončení studia v roce 1976 nastoupil jako sekundární lékař na jeho kliniku a věnoval se pediatrii. V průběhu následujících let získal atestaci v oboru pediatrie (1980 a 1985), hematologie a transfuzní lékařství (1997) a pediatrická hematologie a onkologie (2006). V roce 2001 získal také doktorát v oboru pediatrie na 2. lékařské fakultě Univerzity Karlovy a následně byl jmenován v témže oboru docentem (1993) a poté profesorem (2003).

## Profesní kariéra
Svou profesní kariéru zasvětil dětským pacientům s poruchou krvetvorby. Po nástupu na II. dětskou kliniku Fakultní nemocnice Motol se pod vedením profesora Otto Hrodka začal věnovat dětské hematologii a poté dalšímu blízkému oboru – dětské onkologií. Od roku 1988 působil na klinice jako vedoucí lékař oddělení dětské hematologie. V roce 2004 došlo ke spojení těchto oborů. Sloučením Kliniky dětské onkologie s hematologickým oddělením II. dětské kliniky vznikla Klinika dětské hematologie a onkologie, jejímž přednostou byl v letech 2004–2021.
Když jsem začínal, tak na leukémii skoro všechny děti zemřely. Dnes skoro všechny přežijí.
Jan Starý v Hyde Parku Civilizace na ČT24 22.10.2022 
V začátcích jeho kariéry byly výsledky léčby dětských akutních leukemií velmi neuspokojivé a dlouhodobě přežívalo méně než 20% pacientů. Se zavedením moderní chemoterapie a detailním poznáním vlastností nádorových buněk došlo v průběhu následujících desetiletí k dramatickému zlepšení prognózy pacientů. Jan Starý stál u zrodu pracovní skupiny pro dětskou hematologii sdružující všechna centra v České republice, kde byli pacienti s dětskou leukemií léčeni, díky čemuž bylo možné sjednotit jejich léčebné schéma.
„Došlo nám to, že všude jsou výsledky špatné, že léčba leukémií je málokde na prvním místě, protože se vlastně předpokládá, že se nikdo nedá příliš vyléčit, a že těch pracovišť je příliš mnoho a že je třeba se sjednotit a začít léčit děti stejně, protože každý léčil, jak uznal za vhodné, a že tudy cesta nevede, a to byla rozhodnutí, která se ukázala být jako velmi prozřetelná."
Jan Starý v Hyde Parku Civilizace na ČT24 22.10.2022 
V roce 1989 také provedl první transplantaci kostní dřeně u dítěte s akutní leukémií v Československu, což znamenalo další významný posun v možnostech léčby tohoto onemocnění. V následujících letech se mu podařilo postupně zařazovat české pacienty do mezinárodních klinických studií, díky kterým mohli být léčeni podle nejmodernějších terapeutických protokolů. Jednu z takto rozsáhlých mezinárodních studií, která byla s více než 5000 pacienty největší studií u dětských leukemií, dokonce vedl, a její výsledky publikoval v prestižním časopise Journal of Clinical Oncology.
Přispěl také ke zlepšení diagnostiky akutních leukemií a možnosti sledování zbytkové leukemické populace v těle pacienta (tzv. minimální reziduální nemoci), která je nejvýznamnějším prediktorem úspěšnosti léčby. Díky jeho podpoře vznikla při Klinice dětské hematologie a onkologie výzkumná a diagnostická laboratoř CLIP (Childhood Leukaemia Investigation Prague), vedená jedním z žáků Jana Starého – prof. Janem Trkou. Laboratoř CLIP, která zajišťuje diagnostiku a sledování reziduální nemoci všech českých dětí s leukemiemi pomocí nejmodernějších molekulárně-genetických metod, patří mezi vedoucí evropská centra v této problematice.
Díky těmto pokrokům mohou být české děti léčeny podle nejprogresivnějších terapeutických schémat. Česká republika se navíc jako člen mezinárodního konsorcia I-BFM Study Group sdružujícího nejvyspělejší státy Evropy v oblasti léčby dětských leukémií, jako např. Německo či Švýcarsko, významným způsobem podílí na dalším vývoji těchto protokolů.
V roce 2021 se dařilo vyléčit více než 90 % dětských pacientů s nejčastější formou akutní leukemie (akutní lymfoblastickou leukemií) a Česká republika se řadila mezi světové lídry v léčbě tohoto onemocnění.
Patřím k té šťastné generaci lékařů, která v tom svém oboru zažila neuvěřitelný pokrok, který si v počátku neuměli ani představit. Když jsem začínal, tak na leukémie skoro všechny děti zemřely, dnes skoro všechny přežijí. To považuji za veliké štěstí, protože ne každému lékaři se toto stane.
Jan Starý, 2021
Během své kariéry přednášel na zahraničních konferencích v oboru hematologie a onkologie. Stal se členem a národním koordinátorem několika významných mezinárodních vědeckých společností a konsorcií (např. International Society of Pediatric Oncology, International Study Group for Childhood Leukemia and Lymphoma, či European Working group for Childhood Myelodysplastic Syndrome). Je autorem téměř 400 vědeckých prací, které byly citovány ve více než 9 500 odborných publikacích (H-index 48, k 23. 9. 2021), a také několika monografií (např. Leukemie (Grada 2002) a Transplantace kostní dřeně a periferních hematopoetických buněk (Galén, 2016).

## Ocenění
Za svoji činnost v oboru hematologie a onkologie byl oceněn několika cenami, jako např. Stříbrnou medailí předsedy Senátu (2016), Cenou ministra školství (2006 a 2014), Cenou ministra zdravotnictví (2006),, výzkumnou podporou Donatio Universitatis Carolinae (2020) či Cenou Neuron v oboru medicína pro rok 2022 za celoživotní práci v oboru medicína. Stal se také čestným členem České lékařské společnosti Jana Evangelisty Purkyně a České hematologické společnosti.

## Osobní život
Do manželství s lékařkou Alexandrou Starou se narodil syn Jan, který se stal právníkem.